# Судаков, Геннадий Владимирович
Геннадий Владимирович Судако́в (р. 1952) — советский артист балета.

## Биография
Родился 20 февраля 1952 года в Саратове. Окончил Пермское хореографическое училище в 1971 (ученик И. И. Плахта). В 1971—1977 годах в Пермском АТОБ имени П. И. Чайковского. С 1977 года в ЛМАТОБ. Виртуозный танцовщик гротескового плана, мастер разноплановых психологических портретов, превосходный актёр-мим. Его наибольшие удачи связаны с современной хореографией. Судаков принял сан монаха под именем отца Каллиника. Более 20 лет живёт в Святогорском Успенском монастыре (Пушкинские Горы).

## Балетные партии
Пермский театр оперы и балета имени П. И. Чайковского
- - первый исполнитель партий
- «Ромео и Джульетта» С. С. Прокофьева (балетмейстер Н. Н. Боярчиков) — Меркуцио
- «Слуга двух господ» М. И. Чулаки — Труффальдино
- «Царь Борис» на музыку С. С. Прокофьева (одноактный балет, балетмейстер Н. Н. Боярчиков) — Юродивый
- «Орфей и Эвридика» — Птица
- «Берег надежды» А. П. Петрова (балетмейстер М. Газиев) — Сын
  - другие партии
- «Жизель» А. Адана — па-де-де
- «Лебединое озеро» П. И. Чайковского — Шут
- «Пульчинелла» И. Ф. Стравинского (балетмейстер А. Савков) — Пульчинелла

ЛМАТОБ
- - первый исполнитель партий
- «Макбет» К. В. Молчанова — Кавдор
- «Кармен-сюита» Р. К. Щедрина — Тореадор
- «Женитьба» — Кочкарёв
- «Геракл» — Еврисфей
- «Разбойники» — Франц

- - другие партии
- «Петрушка» И. Ф. Стравинского — Петрушка
- «Арлекинада» Р. Дриго — Арлекин
- «Тщетная предосторожность» — Ален

## Признание
- Государственная премия РСФСР имени М. И. Глинки (1977) — за исполнение партий в балетных спектаклях «Ромео и Джульетта» С. С. Прокофьева, «Слуга двух господ» М. И. Чулаки в Пермском АТОБ имени П. И. Чайковского